# John Maynard Smith
Pour les articles homonymes, voir John Smith, Maynard et Smith.
John Maynard Smith, né le 6 janvier 1920 à Londres et mort le 19 avril 2004 à Lewes dans l'East Sussex, est un biologiste de l'évolution et un généticien britannique.

## Biographie
Pendant la Seconde Guerre mondiale, Maynard Smith est ingénieur en aéronautique. Il s'intéresse par la suite à la génétique. Il est l'élève de J.B.S. Haldane dont il partage non seulement les goûts scientifiques mais aussi les idées politiques. Il quittera le Parti communiste anglais en 1956 à la suite de la répression exercée en Hongrie par les soviétiques. En 1958, il publie The Theory Of Evolution. Maynard Smith poursuit ses recherches en théorie des jeux et en évolution durant les années 70. Il publie Evolution & the theory of games dans lequel il reprend le concept de Stratégie évolutionnairement stable qu'il a développé avec Price.
Président de la Society for the Study of Evolution, et de l'European Society for Evolutionary Biology, lauréat de la médaille Darwin en 1986, du Prix Balzan en 1991, de la médaille linnéenne en 1995 et de la Royal Medal en 1997, il développe une théorie mathématique pour décrire les évolutions des êtres sur le plan sexuel et comment la reproduction interagit avec l'évolution. Ces recherches sont condensées dans The Evolution of Sex. Ces travaux lui valent également la médaille Copley en 1999. Avec un collègue hongrois, Eörs Szathmary, il publie "Les transitions Majeures en Évolution" dont une version abrégée est traduite en français sous le titre : "Les origines de la vie. De la naissance de la vie à l'origine du langage" (Dunod). En 2003, il publie son dernier ouvrage Animals Signals (avec David Harper) consacré à la communication entre les êtres vivants.
John Maynard Smith est mort d'un cancer du poumon en 2004.